# Burkard von Müllenheim-Rechberg

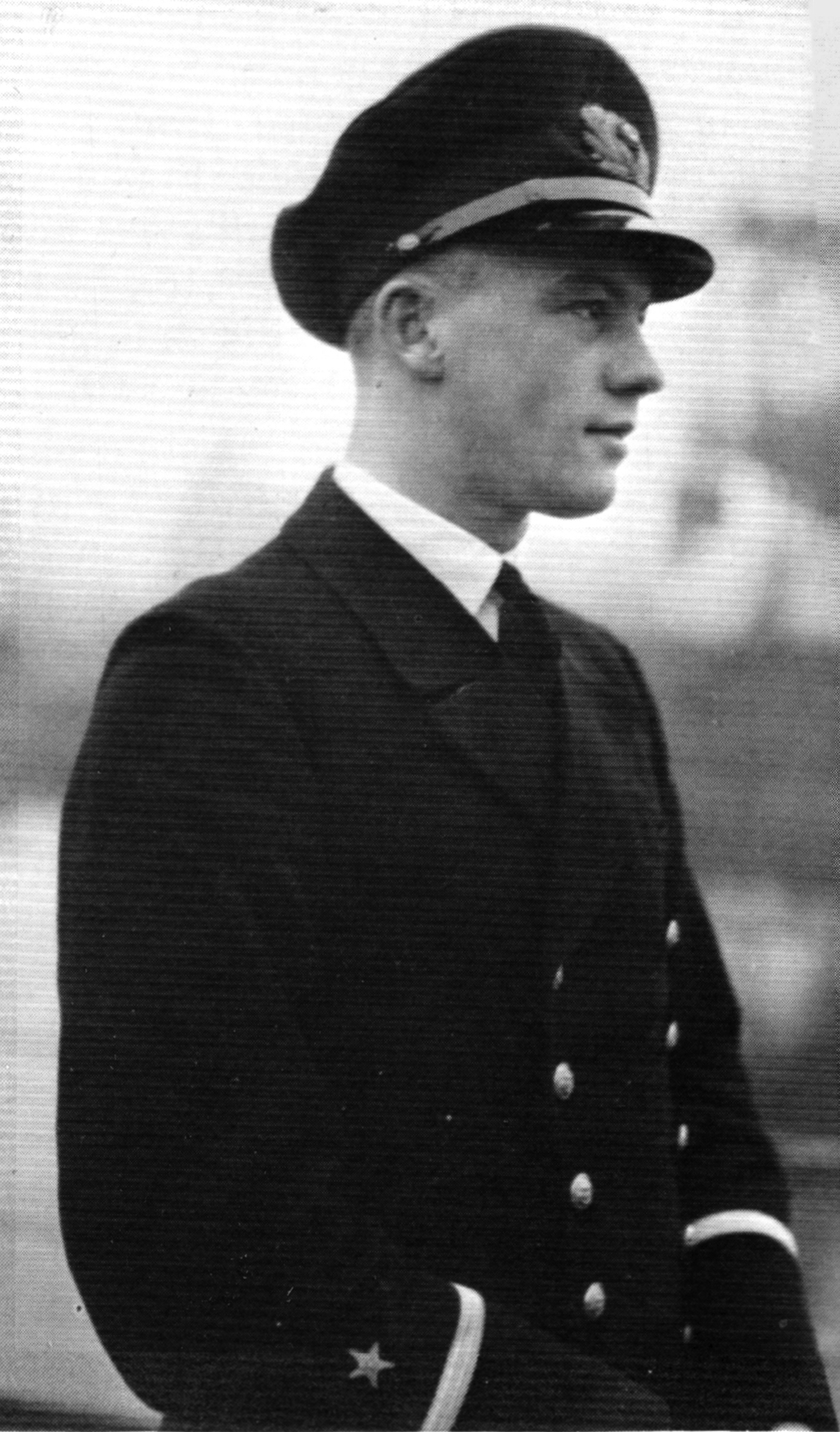
Burkard Freiherr von Müllenheim-Rechberg

Burkard Freiherr von Müllenheim-Rechberg (Spandau, 25 de junho de 1910 — Herrsching, 1 de junho de 2003) foi um militar, escritor e diplomata alemão.
Burkard foi oficial de artilharia e um dos poucos sobreviventes do afundamento do couraçado Bismarck em 1941.

## Obras
- Burkard Freiherr von Müllenheim-Rechberg, Entführung und Tod des Moise Tschombé - Das Ende einer Hoffnung für den Kongo, LIT-Verlag 1978, ISBN 3825839400
- Burkard Freiherr von Müllenheim-Rechberg, Schlachtschiff Bismarck - Ein Überlebender in seiner Zeit, Ullstein Verlag, Frankfurt am Main 2002, ISBN 3-548-25644-9